# Leucodecton subcompunctum
Leucodecton subcompunctum är en lavart som först beskrevs av William Nylander och som fick sitt nu gällande namn av Andreas Frisch. 
Leucodecton subcompunctum ingår i släktet Leucodecton och familjen Graphidaceae. Inga underarter finns listade i Catalogue of Life.